# Johansonia microglossae
Johansonia microglossae är en svampart som först beskrevs av Clifford George Hansford, och fick sitt nu gällande namn av Arx 1962. Johansonia microglossae ingår i släktet Johansonia och familjen Saccardiaceae.   Inga underarter finns listade i Catalogue of Life.